# Gal·lits
Els gal·lits (en llatí Gallites o Gallitae) eren un poble gal alpí que suposadament vivia a la regió on s'uneixen el riu Estéron i el Var. Plini el Vell els menciona quan transcriu el seu nom de les inscripcions del Trofeu dels Alps, que commemorava la victòria d'August sobre les tribus alpines. Una ciutat de nom Gileta, se suposa que deriva el seu nom d'aquest poble.